# C/1948 V1
C/1948 V1 — яскрава довгоперіодична комета, відкрита під час сонячного затемнення 1 листопада 1948 року, через що отримала неофіційну назву «Комета затемнення 1948 року». Під час сонячних затемнень було відкрито чимало комет, але комета 1948 року є, мабуть, найвідомішою. Найкраще її було видно з Південної півкулі.
Комету спостерігали в Найробі (Кенія) під час сонячного затемнення, яке тривало лише близько 45 секунд. Комета раптово з’явилася багатьом спостерігачам, які зібралися там, як яскравий об’єкт із сильно вигнутим хвостом менше ніж у 2° від Сонця.
Коли її побачили під час повного затемнення, вона була вже дуже яскравою: 10 листопада комета мала зоряну величину +2, а кома досягала 20 кутових хвилин. Оскільки комета перебувала поблизу перигелію, це був майже пік її яскравості, проте її не помічали, оскільки вона губилася у набагато яскравішому світлі Сонця, адже вона перебувала лише у 2° від нього. У міру віддалення комети від Сонця її видимість під час ранкових сутінків покращувалася. Яскравість досягла піка, майже 0-ї зоряної величини, і 13 листопада у комети утворився хвіст довжиною приблизно 30°. Але до кінця грудня яскравість впала нижче рівня видимості неозброєним оком. Комету спостерігали після затемнення до 3 квітня 1949 року в Південній півкулі.
Лише через 40 років у журналі Австралійського астрономічного товариства з’явилася коротка стаття, автор якої повідомляв, що одного дня наприкінці жовтня 1948 року він спостерігав за заходом Сонця і побачив яскраву комету з довгим хвостом. Оскільки він був впевнений, що такий яскравий об'єкт давно відомий астрономам, він тоді про нього не повідомив. З’ясувати точні обставини цього спостереження не вдалося, але звіт про нього виглядає справжнім і, ймовірно, це спостереження дійсно відбулося ввечері 31 жовтня.